# 다케다 신지
다케다 신지(일본어: 武田真治, 1972년 12월 18일 ~)는 일본의 배우이자, 색소폰 연주자이다. 홋카이도의 삿포로시에서 태어나, 그곳에서 고등학교까지 마쳤다. 소속사는 호리프로, 레이블은 포니캐년이다.
1990년대에는 주로 아이돌로서 명성을 얻었으나, 현재는 배우와 음악가로서 명성을 얻고 있다. 영화 《고하토》로 일본 아카데미 우수 남우조연상, 블루리본 남우조연상을 수상했다. 1992년에는 다케다 신지 본인과 DJ 드래곤, 이시다 잇세이가 모여서 THE BIG BAND를 결성하였고, 2004년에 같은 멤버로 3인조 음악 그룹인 BLACK JAXX를 결성하였다. 2010년에는 일본의 디스크자키인 다이시 댄스의 싱글 앨범인 《SAX@ARENA》에 참여하였다.

## 출연 작품
- Diner 다이너 (2019)
- 안녕 드뷔시 ~피아니스트 탐정 케이프 요스케~ (2016)
- 마츠모토 세이쵸 미스터리 시대극 (2015)
- 카케코미 여자와 카케다시 남자 (2015)
- 러브 이론 (2015)
- 하늘의 방주 (2012)
- 심인 (2012)
- 연애검정 (2012)
- 더 인사이트 밀: 7일간의 데스 게임 (2010)
- 로스트 크라임: 섬광 (2010)
- 오늘부터 히트맨 (2009)
- 소울 레드 - 마츠다 유사쿠 (2009)
- GS 원더랜드 (2008)
- 호타루의 빛 (2007)
- 도쿄 랩소디 (2007)
- 러브데스 (2006)
- 혐오스런 마츠코의 일생 (2006)
- 모래 그릇 (2004)
- 크로마티 고교 (2004)
- 녹차의 맛 (2004)
- 7번째 생일 (2003)
- 타말라 2010 - 우주의 펑크캣 (2002)
- 고양이를 데려다 줘 (2002)
- 카타쿠리가의 행복 (2001)
- 회로 (2001)
- 데빌맨 3 - 아몬: 묵시록 (2000)
- 기묘한 이야기 (2000)
- 고하토 (1999)
- 거대한 환영 (1999)
- 도쿄 아이즈 (1998)
- 너의 손이 속삭이고 있어 (1997)
- 탑 러너 (1997)
- 대실연 (1995)
- 나이트 헤드 (1995)
- 젊은이의 모든 것 (1994)
- 사랑의 신세계 (1994)
- 히어로 인터뷰 (1994)